# Абрамовка (селище)
Абрамовка (рос. Абрамовка) — селище в Таловському районі Воронезької області Росії. Адміністративний центр Абрамовського сільського поселення. Залізнична станція на лінії Воронеж — Поворино. Населення — 3363 осіб (2010).

## Географія
Селище розташоване в басейні Дону в межиріччі Бітюга та Хопра, за 180 км на південний схід від обласного центру. Клімат помірний.
Залізниця розділяє селище на дві нерівні частини. Поруч проходить автошлях Воронеж — Борисоглєбськ.

## Історія
Селище засноване у 1892 році у зв'язку з будівництвом залізниці «Лиски-Поворино».
У 1900 році в селищі було лише два будинки та проживало 35 осіб. З 1906 по 1908 станція стала швидко заселятися. Цьому сприяла столипінська аграрна реформа. Головний приплив населення йшов переважно із села Підгірне.  
У 1905 р., у селищі вже було 445 жителів та 81 двір. Поступово станція зростала й у промисловому та у торговому відношенні. Для переробки сировини з метою продажу готової продукції в 1913 році в Абрамівці було побудовано млин та маслозавод. 
Після Жовтневого перевороту, спираючись на робітників, солдатів, сільську бідноту, 2 листопада 1917 року Новохоперська повітова Рада встановила Радянську владу на всій території, у тому числі і в Синявській волості куди і входила Абрамівка.

## Населення
| 1959 | 2002  | 2003  | 2010  |
| ---- | ----- | ----- | ----- |
| 5588 | ↘3444 | ↘3400 | ↘3363 |

## Відомі особистості
У поселенні народився:
- Коваль Олександр Мойсейович (1913—2005) — радянський військовий.